# Rose McGowan
Pour les articles homonymes, voir McGowan.
Rose McGowan est une actrice, chanteuse, mannequin, productrice, scénariste, auteure et figure du féminisme américaine, née le 5 septembre 1973 à Certaldo, un village situé dans la région de la Toscane, en Italie.
Après une adolescence difficile, elle est repérée par un agent et fait ses débuts au cinéma dans California Man en 1992.
Elle devient célèbre en 1996, avec la sortie du film d'horreur Scream de Wes Craven, dans lequel elle tient le rôle de Tatum Riley. En 1999, elle joue le fameux rôle de Courtney Shayne dans le film Jawbreaker devenu culte, Rose enchaîne les rôles au cinéma à la fin des années 1990 avec des films comme Phantoms (1998), Ready to Rumble (2000) ou encore Monkeybone (2001).
Par la suite son rôle de Paige Matthews, nouvelle petite sœur du clan Halliwell dans la série télévisée Charmed, lui offre une notoriété encore plus importante, elle reçoit notamment l’Award de l’ « actrice préférée de la série ». À l'arrêt de Charmed en 2006, l'actrice tourne pour de grands réalisateurs comme Brian De Palma pour Le Dahlia noir, Quentin Tarantino pour Boulevard de la mort et Robert Rodriguez pour Planète Terreur, ces deux derniers films formant le diptyque Grindhouse ou encore The Sound, aux côtés de Christopher Lloyd.
En parallèle de sa carrière d'actrice, elle réalise le court métrage Dawn, qui diffusé en 2015, est acclamé par la critique mondiale, puis publie en 2018 son 1er album : Planet 9, réédité en 2020.
L'actrice est l'une des premières femmes à témoigner contre Harvey Weinstein dans l'affaire d'agressions sexuelles sur plusieurs personnes, médiatisées ou non, dont il fait l'objet. Elle en profite pour révéler son agression qui eut lieu vingt ans plus tôt par ce dernier et la relate dans son autobiographie, Brave, publié en 2018. Rose McGowan, au même titre que toutes les personnes ayant témoigné contre Harvey Weinstein ou ayant montré du doigt les violences sexuelles, est désignée comme personnalité de l'année 2017 par le Time. Un documentaire sur sa vie, Citizen Rose, sort début 2018.
La star devient une figure importante et active du féminisme, impliquée dans diverses campagnes pour le droit des femmes, et porte-parole sur les réseaux sociaux des femmes victimes de violences sexistes et sexuelles, et créant son propre mouvement féministe sous le hashtag de #RoseArmy (l'armée de Rose).

## Biographie

### Enfance
Rose Arianna Jane McGowan naît le 5 septembre 1973 à Florence, en Italie. Sa mère, Teri McGowan, est une écrivaine franco-américaine tandis que son père, Daniel McGowan, est un artiste irlandais. Elle a deux frères, deux sœurs et deux demi-frère et sœur et possède des ancêtres irlandais et anglais.
Grâce aux contacts artistiques de son père, Rose devient très vite une jeune mannequin, apparaît dans Vogue Bambini et fait la couverture de plusieurs autres magazines italiens. Elle grandit au sein de la secte des Enfants de dieu avant que son père ne décide qu'ils doivent fuir avec Rose, âgée de 10 ans, conscient du danger que représente cette secte pour sa fille. Ses frères et sœurs ainsi que la seconde épouse de son père les accompagnent tandis que la mère de Rose est abandonnée par Daniel McGowan.
Ils retournent aux États-Unis où ils s'installent à Eugene, dans l'Oregon, alors qu'elle ne parle pas encore l'anglais. Rose McGowan a une enfance assez instable : à cause d'une situation familiale assez difficile, elle fugue et commence à vivre une vie d'adolescente indépendante assez jeune à Portland, toujours dans l'Oregon, et s'associe à un groupe de drag queen. Lorsque ses parents divorcent, elle part habiter avec son père à Seattle. Elle fréquente les établissements scolaires de la Roosevelt High School et Nova Alternative High School. Elle travaille également à McDonald's.
À 15 ans, elle se fait légalement émanciper et part vivre à Los Angeles.

### Débuts d'actrice (années 1990)
À dix-sept ans, Rose McGowan décide de suivre les cours de l'Art and Beauty School et fait tout pour décrocher un rôle. Après une brève apparition dans le show télévisé True Colors et un rôle mineur dans California Man, elle rejoint alors Los Angeles où elle rencontre le réalisateur Gregg Araki qui lui offre son premier rôle important dans The Doom Generation. Le film retrace le parcours violent et désespéré de trois jeunes paumés vivant pleinement leur vie d'adolescents avec le pressentiment que tout s'arrêtera bientôt. Les critiques du film sont globalement mitigées, cependant Rose est nommée aux Independent Spirit Awards de 1996 comme « meilleur espoir ». Elle poursuit sur sa lancée et apparaît dans les longs métrages Bio-Dome et Kiss & Tell avant de décrocher le rôle qui accéléra sa percée dans le milieu du divertissement.
En 1996, le réalisateur Wes Craven la contacte pour les besoins de son nouveau film d'horreur Scream, un slasher movie où elle joue le rôle de Tatum Riley. Il s'agit du plus grand succès de la saga Scream, aux États-Unis, sans compter l'inflation, Scream est le 20e film d'horreur le plus rentable de tous les temps et détient le record du plus grand succès de tous les temps du genre slasher, suivi par Scream 2 et Scream 3. Il représente aussi le plus gros succès de la carrière de Wes Craven. Il est élu Meilleur scénario et Meilleur film d'horreur, lors de la cérémonie des Saturn Awards ou encore celle des MTV Movie Awards. Lors du Festival international du film fantastique de Gérardmer, il remporte le Grand Prix du jury.
Forte de cette nouvelle visibilité, Rose McGowan enchaîne alors les rôles dans plusieurs films comme Nowhere (toujours de Gregg Araki), Lewis & Clark & George ou encore Obsession fatale (Devil in the Flesh) qui rencontrent des succès moins importants mais permettent d'asseoir sa notoriété grandissante.
Par la suite, elle multiplie les interventions, on la retrouve, notamment, dans le drame indépendant Going all the Way, ainsi que dans le film d'horreur Phantoms, pour ses deux productions, elle partage l'affiche avec Ben Affleck. Puis elle s'essaie au film alliant prises de vues réelles et animation image par image pour Monkeybone, avec Bridget Fonda et Brendan Fraser avant de retourner au cinéma indépendant pour le drame d'aventures Strange Hearts. Devenue un visage familier du grand écran, Rose commence à se faire un nom. En 1999, elle est l'une des têtes d'affiche de la comédie dramatique Jawbreaker avec Rebecca Gayheart et Julie Benz. À sa sortie, le film passe inaperçu mais au fil du temps, il acquiert une certaine notoriété, reconnu comme étant un film culte du genre teen movie.

### Percée médiatique (années 2000)

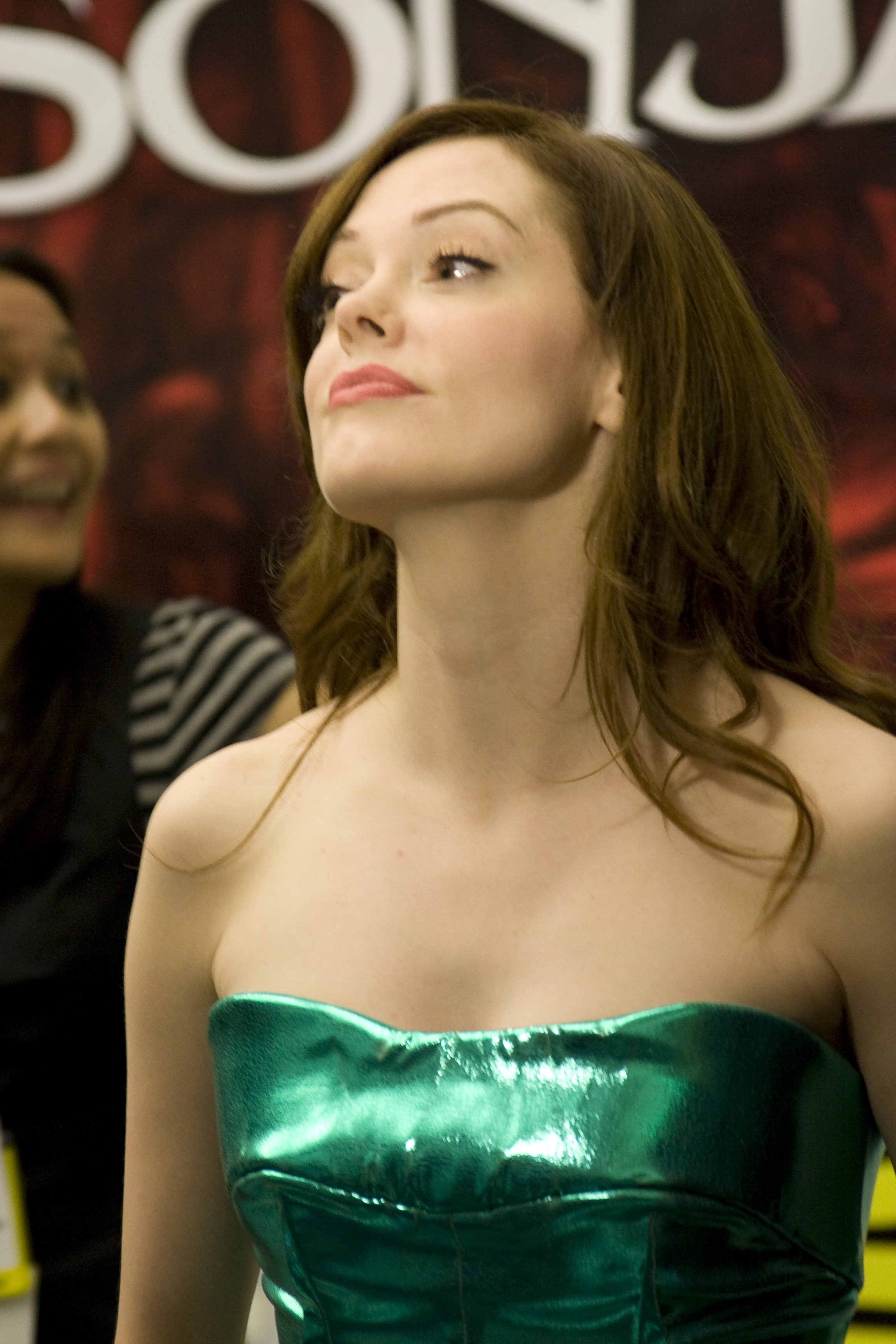
L'actrice au San Diego Comic-Con 2008, pour la promotion de Red Sonja, de Robert Rodriguez, qui sera finalement annulé.

En 2000, elle tourne dans le film Ready To Rumble, adapté du célèbre jeu vidéo, qui comprend en vedettes David Arquette et Oliver Platt.
Elle accède à la notoriété mondiale, en 2001, grâce à la télévision quand elle est appelée par les producteurs de Charmed pour jouer le rôle de la pétillante sorcière Paige Matthews à la suite du départ de Shannen Doherty de la série. Elle reforme le trio de charmed avec Alyssa Milano et Holly Marie Combs. Produite par Aaron Spelling, la série raconte l'histoire de trois sœurs qui deviennent sorcières en héritant des pouvoirs transmis par leurs aïeules. Chaque sœur possède un pouvoir magique qui lui est propre et qui évolue tout au long de sa vie. Elles vivent ensemble dans un manoir. Unies par le « Pouvoir des Trois », les sœurs Halliwell utilisent leurs pouvoirs surnaturels pour combattre les sorciers, démons et autres forces maléfiques qui peuplent la ville de San Francisco en Californie. Cette série est reconnue pour son mélange des genres (du monde de l’imaginaire à l'horreur, de la comédie aux histoires de cœur). C'est aussi la série qui a obtenu le record de la plus haute audience jamais enregistrée pour le début d'une série sur le réseau américain WB. Charmed, avec les shows Médium et Desperate Housewives représentent aussi les plus longues séries mettant en scène des femmes dans les rôles principaux. McGowan réussit aussi à réaliser son grand rêve, chanter, grâce à la série, en effet, dans l'épisode Les Sens du mal de la 5e saison, elle interprète ainsi la chanson Fever. La même année, elle joue aussi dans Monkeybone, film mélangeant prises de vues réelles à l’animation aux côtés de Brendan Fraser, Bridget Fonda, John Turturro ou encore Whoopi Goldberg, dont malgré  l’échec au box office, atteint aussi le statut d’œuvre culte avec le temps,.
En 2002, elle n'en oublie pas le cinéma indépendant en décrochant le premier rôle de la comédie Stealing Bess puis, en 2003, elle prête sa voix pour le duo Superfabulous qu'elle partage avec Brian Transeau. En 2005, dans la mini-série Elvis, elle interprète Ann-Margret aux côtés de l'acteur Jonathan Rhys-Meyers, qui est un succès aux États-Unis en étant plusieurs fois nommée lors de cérémonies de récompenses prestigieuses entre 2005 et 2006 (Emmy Awards, Satellite Awards, Golden Globes, …). Elle prête sa voix au jeu vidéo Darkwatch, jouant une femme fatale nommée Tala.
En 2006, après une huitième et dernière saison, Charmed tire sa révérence. Rose McGowan enchaîne et apparaît dans Le Dahlia Noir dans lequel Brian De Palma lui confie un petit rôle.
En 2007, elle obtient le rôle principal dans Planète Terreur et un rôle secondaire dans Boulevard de la mort, qui forment le diptyque Grindhouse de Quentin Tarantino et Robert Rodriguez. Cette production ambitieuse ne rencontre pas le succès escompté au box office mais séduit, en revanche, la critique.
Forte de cette massive visibilité mondiale, Rose est rattachée à trois grands projets : un remake du classique de science fiction, Barbarella, sorti en 1968 avec Jane Fonda, une série télévisée intitulée Women in Chains et une adaptation sur grand écran de la bande dessinée sur le personnage de Red Sonja. Les trois projets, très attendus par les fans, seront finalement annulés. Dans les coulisses, Robert Rodriguez et l'actrice ont annulé leur mariage.
En 2008, l'actrice donne la réplique à Ben Kingsley, Jim Sturgess et Kevin Zegers pour le thriller La Guerre de l'ombre, inspiré de l'œuvre autobiographique de Martin McGartland, du même nom, il est récompensé au Festival international du film de Vancouver. En 2009, elle renouvelle l'expérience du doublage pour les besoins du jeu vidéo Terminator Salvation.

### Passage au second plan (2010-2015)

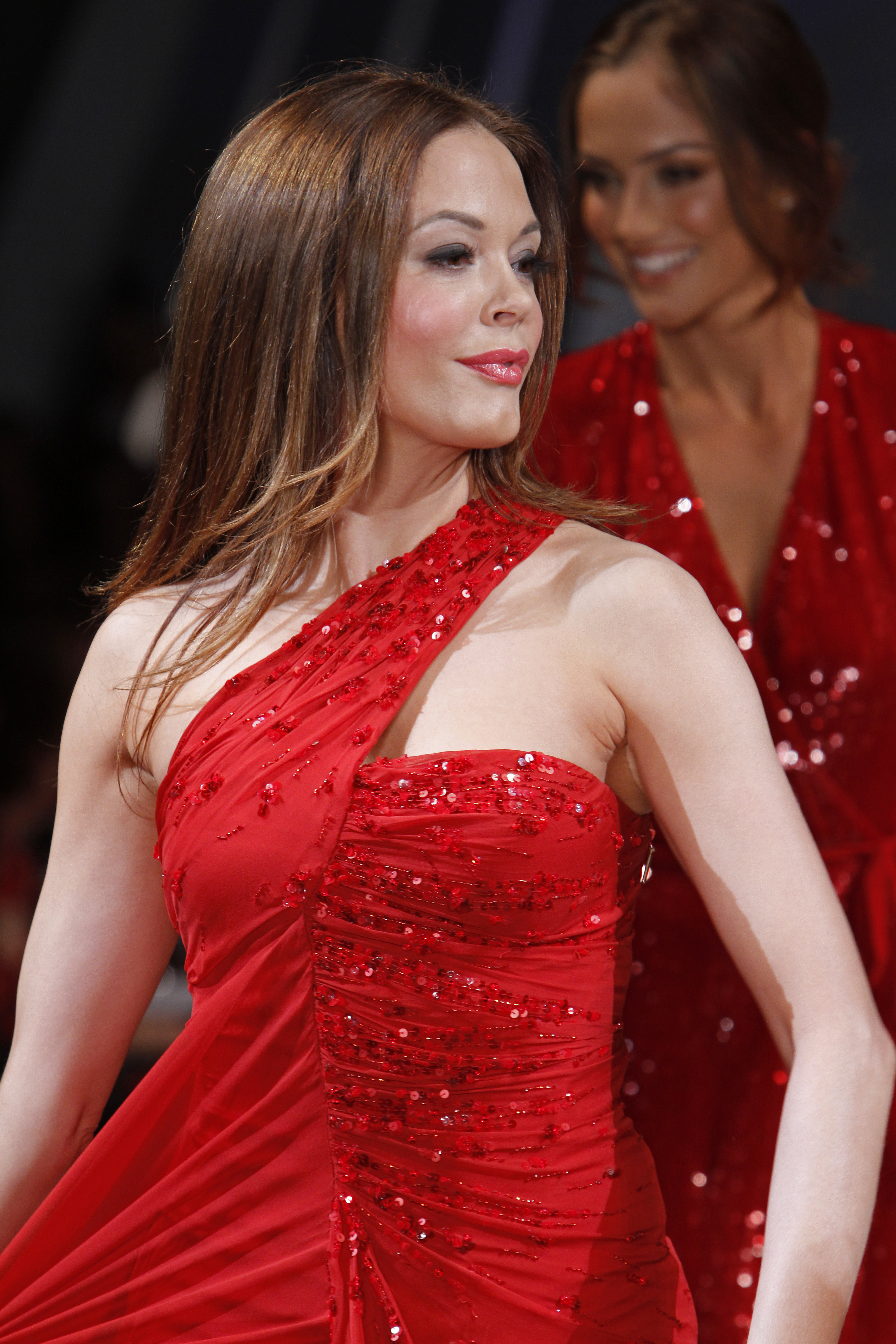
L'actrice en février 2012, l'année de sortie du film d'horreur Rosewood Lane.

En 2010, elle fait un caméo dans Machete et occupe le rôle principal du thriller fantastique indépendant Dead Awake qui divise la critique. Elle apparaît également, le temps d'un arc narratif de quelques épisodes, dans la sixième saison de la série télévisée Nip/Tuck, reprenant le rôle de Teddy, compagne d'un des principaux protagonistes, un personnage précédemment incarné par l'actrice Katee Sackhoff.
En 2011, on la retrouve dans une production de premier plan lorsqu'elle est à l'affiche d'un des blockbusters de l'été, Conan, réalisé par Marcus Nispel, elle y interprète Marique, un succube mi-humaine mi-sorcière. Elle joue les guest star pour un épisode de la série policière New York, unité spéciale et occupe le rôle principal du téléfilm Sous l'emprise du pasteur qui retrace l'histoire vraie de Mary Winkler qui avait tué son mari après avoir été battue. En 2012, elle est la tête d'affiche du thriller Rosewood Lane.
Entre 2013 et 2014, elle incarne Cora jeune (personnage joué par Barbara Hershey) dans la série Once Upon a Time diffusée sur ABC, le temps de deux épisodes. Puis, elle fait ses débuts de réalisatrice avec Dawn, son premier court métrage nommé au festival de Sundance. Elle intègre ensuite la distribution principale de la série d'action Chosen et prête sa voix au personnage Medusa pour la série d'animation Ultimate Spider-Man et retrouve l'univers du jeu vidéo en doublant un personnage important pour Call of Duty: Advanced Warfare.
En 2015, après ses déclarations sur le machisme à Hollywood, elle décide de se consacrer à la réalisation ainsi qu'à l'une de ses passions, la musique. Elle sort le single RM486, accompagné d'un clip provocateur où elle officie également en tant que réalisatrice. En parallèle, elle réalise le court métrage Dawn, qui diffusé en 2015, est acclamé par la critique mondiale.

### Productrice, retour médiatique et musiques (depuis 2016)

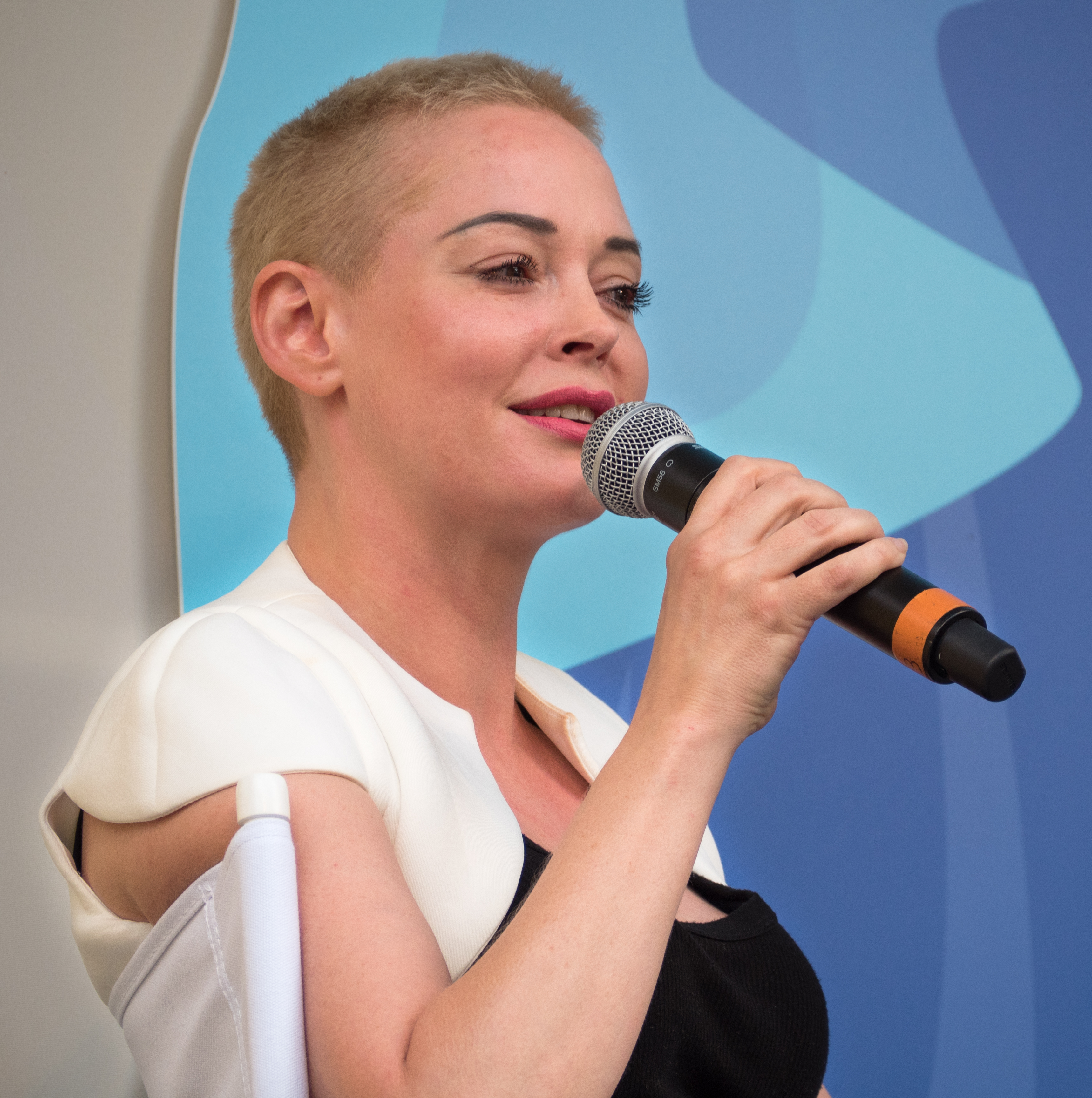
En tant que personnalité médiatique au Ozy Fest, en juillet 2018, à la suite de l'affaire Harvey Weinstein.

De 2016 à 2017, elle s'investit dans des films à petit budget et faible visibilité. On peut la retrouver dans le film d'horreur The Tell-Tale Heart et dans le thriller psychologique The Sound, présenté au Festival international du film de Toronto, au côté de Christopher Lloyd.
En 2018, elle porte un documentaire autobiographique, en plusieurs parties, Citizen Rose, en partenariat avec le réseau E!. La même année, elle sort un livre choc intitulé Brave, dans lequel elle revient sur son parcours à Hollywood ainsi que l'affaire Harvey Weinstein, elle déclare notamment, être dans l'obligation de vendre sa maison pour payer ses frais d'avocats. La même année, elle commercialise son premier album Planet 9.
En 2019, elle apparaît en featuring sur le single The Auteur de David J.
En 2020, son opus Planet 9 est ré-édité.

## Vie privée
En 1996, Rose McGowan a une liaison de courte durée avec l'acteur Matthew Lillard, rencontré sur le tournage de Scream.
En 1997, la jeune femme rencontre le chanteur Marilyn Manson. Deux ans après, il la demande en mariage. Mais le mariage n'a pas lieu et ils rompent en 2001. L'actrice fait ensuite la connaissance de l'acteur Kip Pardue sur le tournage de Strange Hearts mais leur romance s'arrête à la fin de l'année.
En 2002, elle a une liaison avec le rédacteur en chef du magazine américain pour hommes Men's Health, Dave Zinczenko, qui se termine en mai 2005. Quelques semaines après, l'actrice rencontre le pilote de Formule 1 Jenson Button. Ils se séparent par la suite, à une date inconnue.
En 2007, elle est fiancée au réalisateur Robert Rodriguez, rencontré sur le tournage de Planète Terreur. Ils se séparent et se remettent ensemble plusieurs fois. Leur relation prend fin en 2009 après l'annulation de leur mariage.
Le 12 octobre 2013, elle épouse l'artiste Davey Detail avec qui elle vivait depuis l'année précédente. Elle demande le divorce en février 2016.
Depuis la fin de l'année 2016, elle confirme sa relation avec Josh Latin, un producteur de musique.
Bien avant que l'affaire n'éclate au grand jour, Rose McGowan révèle en 2016 sur Twitter avoir été violée par un célèbre producteur hollywoodien. En octobre 2017, elle annonce qu'il s'agit du producteur Harvey Weinstein, que les faits remontent à 1997 et qu'elle a été liée au producteur par un accord de confidentialité,.
En mars 2018, elle fait son coming out non binaire. En 2019, elle officialise sur Instagram sa relation avec Rain Dove (en), mannequin non binaire. Elles se séparent en juin 2019.
Lors d'une interview en janvier 2019, Rose explique avoir eu des relations avec des femmes par le passé, mais qu'elle a choisi de cacher sa sexualité pour éviter les conséquences sur sa carrière à Hollywood.

## Filmographie

### Cinéma

#### Longs métrages
- 1992 : California Man (Encino Man) de Les Mayfield : Nora
- 1995 : The Doom Generation de Gregg Araki : Amy Blue
- 1996 : Bio-Dome de Jason Bloom (en) : Denise
- 1996 : Kiss & Tell de Jordan Allen : Jasmine Hoyle
- 1996 : Scream de Wes Craven : Tatum Riley
- 1997 : Obsessions torrides (Going All the Way) de Mark Pellington : Gail Ann Thayer
- 1997 : Nowhere de Gregg Araki : Une fille
- 1997 : Lewis & Clark & George de Rod McCall : George
- 1998 : Phantoms de Joe Chappelle : Lisa Pailey
- 1998 : Southie de John Shea : Kathy Quinn
- 1998 : Obsession fatale (Devil in the Flesh) de Steve Cohen : Debbie Strand -directement sorti en vidéo-
- 1999 : Jawbreaker de Darren Stein (en) : Courtney Alice Shayne
- 2000 : Ready to Rumble de Brian Robbins : Sasha
- 2000 : Mortel Motel (The Last Stop) de Mark Malone : Nancy
- 2001 : Monkeybone d'Henry Selick : Miss Kitty
- 2001 : Strange Hearts de Michelle Gallagher : Moira Kennedy
- 2002 : Vacuums (Stealing Bess) de Luke Cresswell et Steve McNicholas : Debbie Dinsdale
- 2006 : Le Dahlia Noir (The Black Dahlia) de Brian De Palma : Sheryl Saddon
- 2007 : Boulevard de la mort (Death Proof) de Quentin Tarantino : Pam
- 2007 : Planète Terreur (Planet Terror) de Robert Rodriguez : Cherry Darling
- 2008 : La Guerre de l'ombre (Fifty Dead Men Walking) de Kari Skogland : Grace Sterrin
- 2010 : Dead Awake d'Omar Naim : Charlie
- 2011 : Conan de Marcus Nispel : Marique
- 2012 : Rosewood Lane de Victor Salva : Dr Sonny Blake
- 2016 : The Tell-Tale Heart de John La Tier : Ariel
- 2017 : The Sound de Jenna Mattison : Kelly Johansen

#### Courts métrages
- 1997 : Seed de Karin Thayer : Miriam
- 1999 : Sleeping Beauties de Jamie Babbit : Sno Blo
- 2009 : The Multi-Hyphenate de Kirsten Smith : Rose
- 2011 : Boop de Ryan Perez : Betty Boop
- 2013 : Doctor Lollipop d'Aliki Theofilopoulos : Dr Coco (voix)
- 2013 : Mondo Taurobolium de Galen Pehrson : Gale Taurobolium
- 2015 : Dawn d'elle-même
- 2016 : The Weight of Blood and Bones de Chris Ekstein : Madeline
- 2016 : The Caged Pillows de Galen Pehrson : Monday (voix)
- 2016 : Heresy d'elle-même (également scénariste)
- 2017 : Woman's Womb d'elle-même : Woman (également productrice et scénariste)
- 2017 : Ruth d'elle-même : Infirmière Sadie (également productrice)
- 2018 : Nicholas Kirkwood: Resistance de Daisy Lewis : Hacker
- 2018 : Indecision IV de Tonia Arapovic : Rose (également productrice)

### Télévision

#### Séries télévisées
- 1990 : True Colors : Suzanne (1 épisode)
- 2001 : What About Joan ? : Maeve (1 épisode)
- 2001 - 2006 : Charmed : Paige Matthews (rôle principal à partir de la saison 4- 113 épisodes)
- 2002 : Biography : Narratrice (1 épisode)
- 2005 : Elvis : Une étoile est née (Elvis) : Ann-Margret (rôle principal - 2 épisodes)
- 2010 : Nip/Tuck : Theodora « Teddy » Rowe (rôle récurrent - saison 6, 5 épisodes)
- 2011 : New York, unité spéciale (Law & Order : Special Victims Unit) : Cassandra Davina (saison 12, épisode 19)
- 2013 - 2014 : Once Upon a Time : Cora jeune (guest star - 2 épisodes)
- 2013 - 2014 : Chosen : Josie Acosta (rôle principal - 6 épisodes)
- 2016 : Ultimate Spider-Man : Medusa (voix, 1 épisode)
- 2018 : Citizen Rose : elle-même (mini-série documentaire, 4 épisodes - également productrice)

#### Téléfilms
- 1998 : Obsession fatale (Devil in the Flesh) de Steve Cohen : Debbie Strand
- 2001 : The Killing Yard d'Euzhan Palcy : Linda Borus
- 2011 : Sous l'emprise du pasteur : L'Histoire vraie de Mary Winkler (The Pastor's Wife) de Norma Bailey : Mary Winkler

#### Jeux vidéo
- 2005 : Darkwatch: Curse of the West : Tala
- 2009 : Terminator Salvation : Angie Salter
- 2015 : Call of Duty : Advanced Warfare : Lilith

#### Clips vidéos
- 1998 : Coma White de Marilyn Manson : Jacqueline Kennedy
- 1999 : Yoo Hoo de Imperial Teen (en) (bande originale du film Jawbreaker)
- 2014 : Break the Rules de Charli XCX : La Chaperonne
- 2015 : RM486 d'elle-même : Alien / Dark beauty / Green Hair (également scénariste)
- 2017 : Fire in Cairo de Kevin McAlister : Rose

## Discographie
- 2019 : The Auteur (David J Feat Rose Mc Gowan) (Single)
- 2020 : Planet 9 (album)

## Voix françaises
En France, Véronique Soufflet est la voix régulière de Rose McGowan. Nathalie Spitzer l'a également doublée à deux reprises.
| - Véronique Soufflet dans : - Phantoms - Charmed (série télévisée) - New York, unité spéciale (série télévisée) - Nip/Tuck (série télévisée) - Le Dahlia noir - Once Upon a Time (série télévisée) - Nathalie Spitzer dans : - Planète Terreur - Citizen Rose (documentaire) | Et aussi - Marie-Eugénie Maréchal dans Scream - Virginie Méry dans Jawbreaker - Martine Irzenski dans Monkeybone - Audrey Lamy dans Boulevard de la mort - Marie-Laure Dougnac dans Conan - Sybille Tureau dans Sous l'emprise du pasteur : L'Histoire vraie de Mary Winkler (téléfilm) |

## Distinctions
Sauf indication contraire, les informations mentionnées dans cette section peuvent être confirmées par la base de données cinématographiques IMDb,  présente dans la section « Liens externes ».

### Récompenses
- Family Television Awards 2005 : Sœur préférée pour Charmed
- Festival international du film de San Francisco 2008 : Midnight Awards
- Alliance of Women Film Journalists 2018 : EDA Female Focus Award

### Nominations
- 1996 : Independent Spirit Awards : Meilleur espoir pour The Doom Generation
- 1999 : MTV Movie Awards : Meilleur méchante pour Jawbreaker
- 2007 : Saturn Award de la meilleure actrice dans un second rôle pour Planète Terreur
- 2007 : Fright Meter Awards : Meilleure actrice dans un second rôle pour Planète Terreur
- 2008 : Academy of Science Fiction, Fantasy and Horror Films : Meilleure actrice dans un second rôle pour Planète Terreur
- 2014 : Festival du film de Sundance : Prix du grand jury dans la catégorie court métrage pour Dawn